# Heinrich von Friemar (der Jüngere)
Heinrich von Friemar (der Jüngere) (* um 1285 in Friemar bei Gotha; † 21. April 1354 in Erfurt) war ein Augustinereremit sowie  philosophisch-theologischer und scholastischer Schriftsteller.

## Leben
Heinrich absolvierte um 1321 seinen Magister in Paris und war von 1328 bis 1336 als Provinzial tätig. Später (1342 bis 1350) war er als Magister regens im St. Thomaskloster in Prag aktiv. Urkundlich erwähnt ist, dass Heinrich Beichtvater von Berthold VII., Graf von Henneberg-Schleusingen, war. Vom 4. Buch der Sentenzen des Petrus Lombardus verfasste Heinrich einen, für seine Zeitgenossen, „geschätzten Kommentar“. Bis zu seinem Tod 1354 wirkte er, zusammen mit einem Namensvetter Heinrich von Friemar „der Ältere“, im Erfurter Augustinerkloster.

## Werke
- Commentarius in sententias (nicht datiert)
- De quatuor instinctibus (nicht datiert)